# Julij Nardin
Julij Nardin [júlij nardín], slovenski, fizik, letalec in izumitelj, * 28. december 1877, Gorica, † 15. marec 1959, Ljubljana.
Julij Nardin je maturiral leta 1898 v Gorici, nato pa je študiral matematiko in fiziko na filozofskih fakultetah v Gradcu in na Dunaju, kjer je leta 1904 diplomiral. 
Kasneje je učil je na realni gimnaziji v Idriji, na klasični gimnaziji v Ljubljani in na Tehnični srednji šoli v Ljubljani. Leta 1922 je postal sprva honorarni in nato redni profesor fizike na ljubljanski medicinski fakulteti. Med tem časom je ustanovil fizikalni inštitut medicinske fakultete in postal njegov prvi vodja.
Nardin sodi med slovenske pionirje v letalstvu in elektrotehniki. Ukvarjal se je z raziskavami na področju samokrmiljenih dvostopenjskih torpedov na reakcijski pogon in torpedovke brez posadke, programirane s perforiranim trakom, po samostojni poti pa je prišel tudi do idej na področju elektronike. Tako velja za začetnika kibernetske misli na Slovenskem. Leta 1905 se je Nardin začel ukvarjati z vetrnimi napravami, navdih zanje pa je dobil od starejšega kolega Antona Šantla, ki je Nardinu pokazal načrte za svoj izum kolesa za pogon strojev. Nardina je izum tako pritegnil, da se je takoj lotil gradnje izpopolnjenega modela, pri katerem za vrtenje potrebne dinamične asimetrije ni več ustvarjala prožna namestitev lopatic, marveč so se te prosto vrtele vsaka okoli svoje osi, konstruktor pa je zasnoval njihovo obliko tako, da so se same nastavljale za dinamičen učinek celote. Leta 1914 je začel z izdelavo načrtov za samokrmiljeno podmornico brez posadke, kasneje pa se je vedno znova vračal h konstrukciji vetrnih koles, s čimer se je ukvarjal še med drugo svetovno vojno. 
Kot teoretik je sodeloval z začetnikoma slovenskega letalstva Franjem Bratino in Edvardom Rusjanom ter leta 1911 tudi sam izdelal letalo. Uveljavil je več patentov, 1914 tudi za rele s funkcijo elektronke. Poljudnoznanstvene članke je objavljal v strokovnem in drugem tisku. 